# De gefrustreerden
De gefrustreerden (Frans: Les frustrés) is een komische stripreeks van scenariste en tekenares Claire Bretécher over toenmalige actuele alledaagse problemen in de samenleving van verschillende archetypes, zoals huisvrouwen, carrièrevrouwen, moeders, feministes, studenten, etc.. 

## Albums
Van 1975 t/m 1980 gaf Claire Bretécher in eigen beheer vijf titelloze albums van De gefrustreerden uit. Deze werden van 1978 t/m 1981 in het Nederlands uitgegeven door uitgeverij Espee.